# La creación del Himno
La creación del Himno, a la que a veces se nombra como El Himno Nacional, es una película muda en blanco y negro de Argentina dirigida por Mario Gallo sobre su propio guion que se estrenó en 1909 y que tuvo como protagonistas a Federico López y al actor uruguayo Eliseo Gutiérrez. El filme se refiere a la creación del Himno Nacional Argentino cuya letra fue realizada por Vicente López y Planes en 1812 en tanto que la música fue compuesta por Blas Parera en 1813. 

## Reparto
- Eliseo Gutiérrez …Vicente López y Planes
- Federico López

## Producción
El director Mario Gallo, un italiano que había llegado a la Argentina en 1905 comenzó a filmar en 1909 y realizó la primera película con argumento de Argentina que según algunos autores fue El fusilamiento de Dorrego y, según otros, La Revolución de Mayo. 

## Valoración

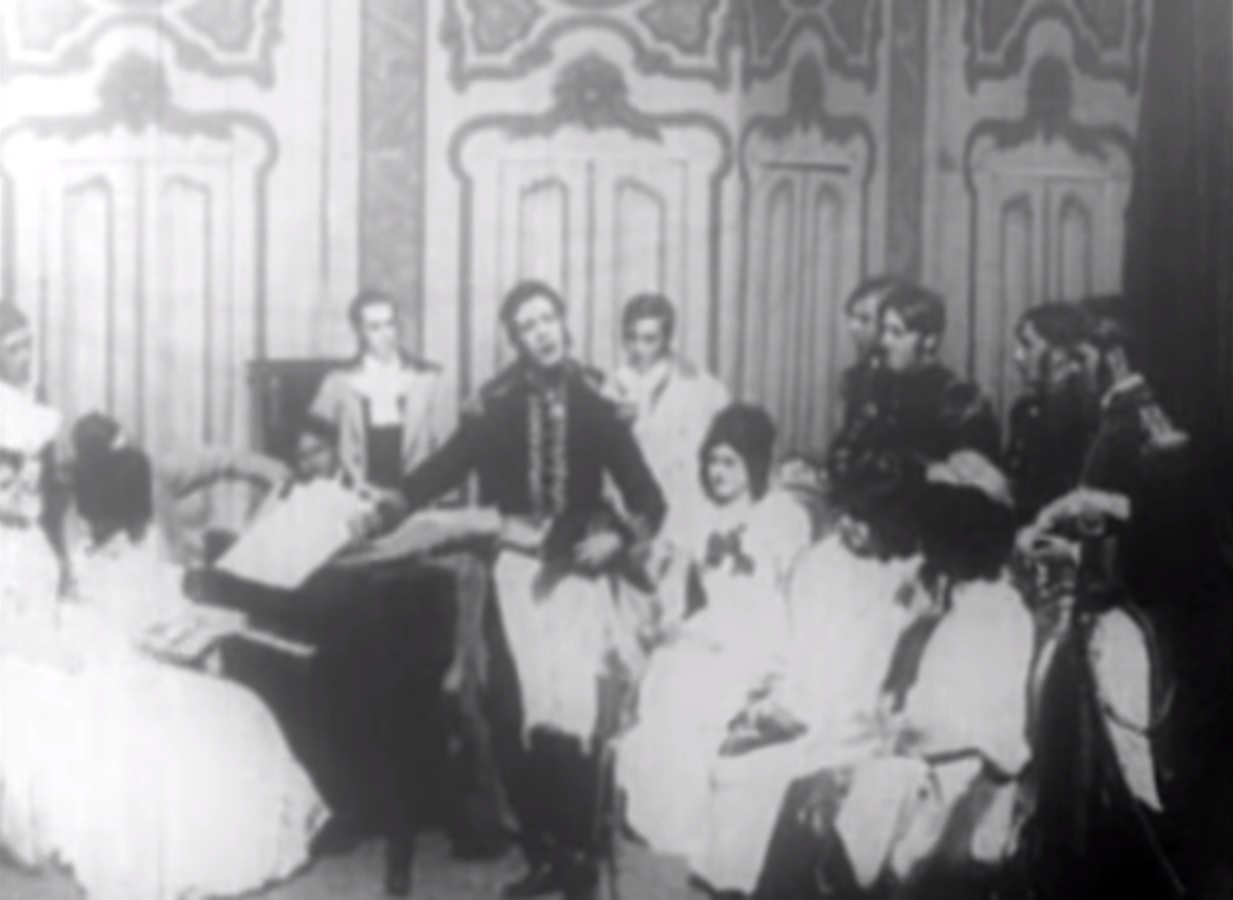
Fotograma de La creación del himno

Algunos estudiosos ven en la obra fílmica de Gallo la influencia de la corriente del Film d'Árt, que desde 1908 intentaba en Francia la primera aproximación al cine como arte, para alejarlo del mero espectáculo de feria, y que tuvo su primera expresión en El asesinato del Duque de Guise, filme que tuvo además la particularidad de ser el primero en contar con música original, expresamente solicitada por su director el francés André Calmettes, compuesta por el septuagenario Camille Saint-Saëns para ser ejecutada en vivo durante la proyección.
La creación del Himno, como casi todo el cine de la época, tiene una puesta en escena muy teatral, con breves viñetas que ilustran los textos de los intertítulos. Algunos historiadores la consideran la segunda película argumental de la historia del cine argentino, detrás de La Revolución de Mayo (1909) en tanto para otros sería la tercera, antecedida también por El fusilamiento de Dorrego, producido por Gallo en el mismo año, de la que no se conocen copias.

## Restauración del filme

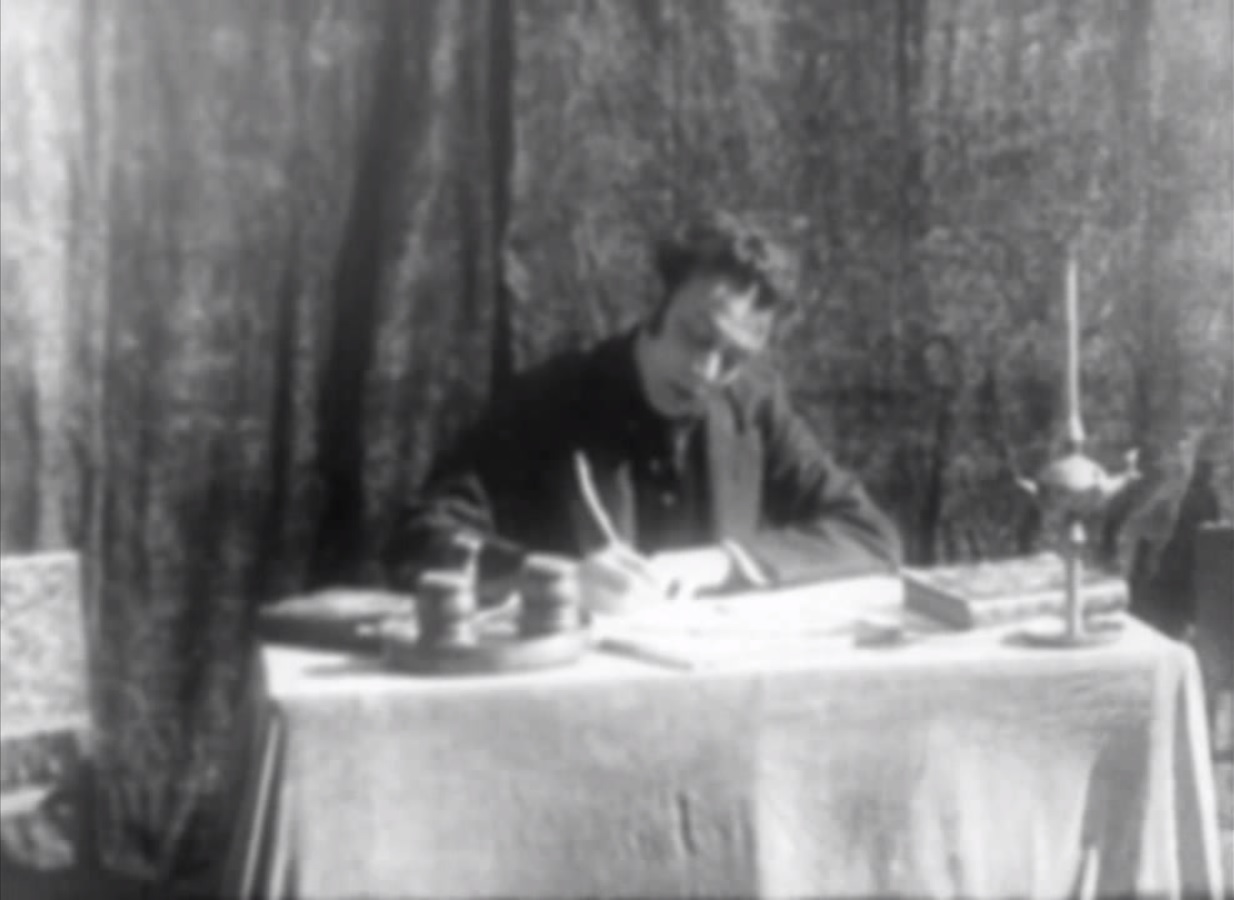
Eliseo Gutiérrez en La creación del himno

Una copia en 16 mm de La creación del Himno estuvo guardada durante décadas en la Fundación Cinemateca Argentina y, ya en el siglo XXI el laboratorio Cinecolor Argentina, que ya había hecho el mismo trabajo con La Revolución de Mayo, se encargó de la restauración y obtuvo, tras un proceso que requirió la labor de 20 personas durante tres meses, nuevas copias en 35 mm. Primero se reparó manualmente la copia existente, después se escaneó el material obtenido archivándolo en computadora y finalmente, una vez en las computadoras, se realizó una restauración digital para estabilizar la película, igualar el contraste, limpiar los cuadros dañados y reconstruir los intertítulos. Con el material restaurado se hicieron nuevas copias en 35 mm. La restauración digital se llevó a cabo en Cinecolor Digital y el trabajo fue realizado por un nuevo equipo de restauración compuesto por Lucas Méndez Aymar, Federico Andrade, Natalia Martínez. Gustavo Daniel Gorzalczany coordina el área. Juani Bousquet fue consultado sobre problemas del film y posibles soluciones, al estar estos mismos también presentes en "La Revolución de Mayo (1909)" del mismo director, considerado el primer film argumental de la historia argentina.
Con una de ellas se hizo en 2013 el reestreno en la Biblioteca Nacional el 11 de mayo –día en que se conmemora como “Día del Himno” la aprobación de la letra del mismo por la Asamblea General Constituyente del Año XIII el 11 de mayo de 1813.